# Andreas Werner (Benediktiner)
Andreas Werner OSB (geboren als Martin Werner; * 1951 in Düsseldorf) ist ein deutscher Benediktiner und seit 2020 Abt der Abtei Gerleve.

## Leben
Martin Werner wuchs in Neuss auf. Nach dem Abitur 1972 leistete er seinen Wehrdienst bei der Bundesmarine, anschließend studierte er Archäologie und Kunstgeschichte in Hamburg und Bonn.
1975 trat Werner als Novize in die Abtei Gerleve ein. Er nahm den Ordensnamen Andreas an. Nach dem Noviziat und der Profess 1976 studierte er bis 1978 Philosophie in Salzburg und von 1978 bis 1981 Theologie am Päpstlichen Athenaeum Sant’Anselmo in Rom. 1981 empfing er die Priesterweihe.
Von 1988 bis 1991 war Werner – neben seinen Aufgaben in seiner Heimatabtei – Spiritual der Benediktinerinnen des Klosters Marienrode. Zudem begleitete er den Aufbau der Cella Sankt Benedikt in Hildesheim. Von 1991 bis 1998 war er Novizenmeister seiner Heimatabtei. 1998/1999 war er Spiritual der Benediktinerinnen der Abtei St. Hildegard in Eibingen.
Im Mai 2016 ernannte Abtpräses Albert Schmidt Pater Andreas Werner zum Prior-Administrator der Benediktinerabtei Maria Laach. Er leitete die Abtei Maria Laach bis zum April 2019 und gab das Amt an Petrus Nowack ab. Nach Gerleve zurückgekehrt, wurde er mit dem Amt des Cellerars betraut.
Am 15. August 2020 wählten die Mönche der Abtei Gerleve Werner zum sechsten Abt ihrer Gemeinschaft, als Nachfolger von Abt Laurentius Schlieker. Als Leitwort seines Dienstes als Abt wählte er einen Vers aus dem Johannesevangelium (Joh 3,30 ): „Christum oportet crescere“ (lateinisch Christus muss wachsen). Die Abtsweihe erfolgte durch Bischof Felix Genn von Münster am 27. August 2020, dem Kirchweihfest der Abtei.